# Bad Gleichenberg
Bad Gleichenberg là một đô thị thuộc huyện Feldbach trong bang Steiermark, nước Áo. Đô thị Bad Gleichenberg có diện tích 13,7 km², dân số cuối năm 2005 là 317 người.